# P. P. Arnold
P. P. Arnold (* 3. října 1946 Los Angeles, USA), vlastním jménem Patricia Ann Cole, jinak zvaná i Pat Arnold, je americká soulová a rocková zpěvačka.
V 60. letech působila jako vokalistka a tanečnice u dua Ike & Tina Turner. V roce 1966 skupinu opustila a v Londýně podepsala smlouvu se společností Immediate Records, jejíhož vlastníka Micka Jaggera uchvátil hlas Arnoldové. Vydala několik úspěšných hitů (např. „The First Cut Is the Deepest“). Poté spolupracovala se skupinami The Nice, The Who, The Kinks či s Jimi Hendrixem nebo Davidem Bowiem.
V roce 1992 účinkovala na albu Amused to Death baskytaristy Rogera Waterse, kde nazpívala píseň „Perfect Sense“. Podílela se i na Watersově turné v letech 1999–2002 (In the Flesh) a 2006–2008 (The Dark Side of the Moon Live).